# Ziga (Ziniaré)
Pour les articles homonymes, voir Ziga.
Ziga est une commune rurale située dans le département de Ziniaré de la province de l'Oubritenga dans la région Plateau-Central au Burkina Faso.

## Géographie
Ziga se trouve à environ 18 km à l'est de Ziniaré, le chef-lieu du département, et de la route nationale 3.

## Santé et éducation
Ziga accueille un centre de santé et de promotion sociale (CSPS) tandis que le centre médical avec antenne chirurgicale (CMA) de la province se trouve à Ziniaré.